# Saint-Lambert (Yvelines)
Saint-Lambert – miejscowość i gmina we Francji, w regionie Île-de-France, w departamencie Yvelines.
Według danych na rok 1990 gminę zamieszkiwały 382 osoby, a gęstość zaludnienia wynosiła 58 osób/km² (wśród 1287 gmin regionu Île-de-France Saint-Lambert plasuje się na 875. miejscu pod względem liczby ludności, natomiast pod względem powierzchni na miejscu 574.).